# Estação Ferroviária do Pinhão
A Estação Ferroviária do Pinhão é uma interface da Linha do Douro, que serve a freguesia de Pinhão, no concelho de Alijó, distrito de Vila Real, em Portugal.

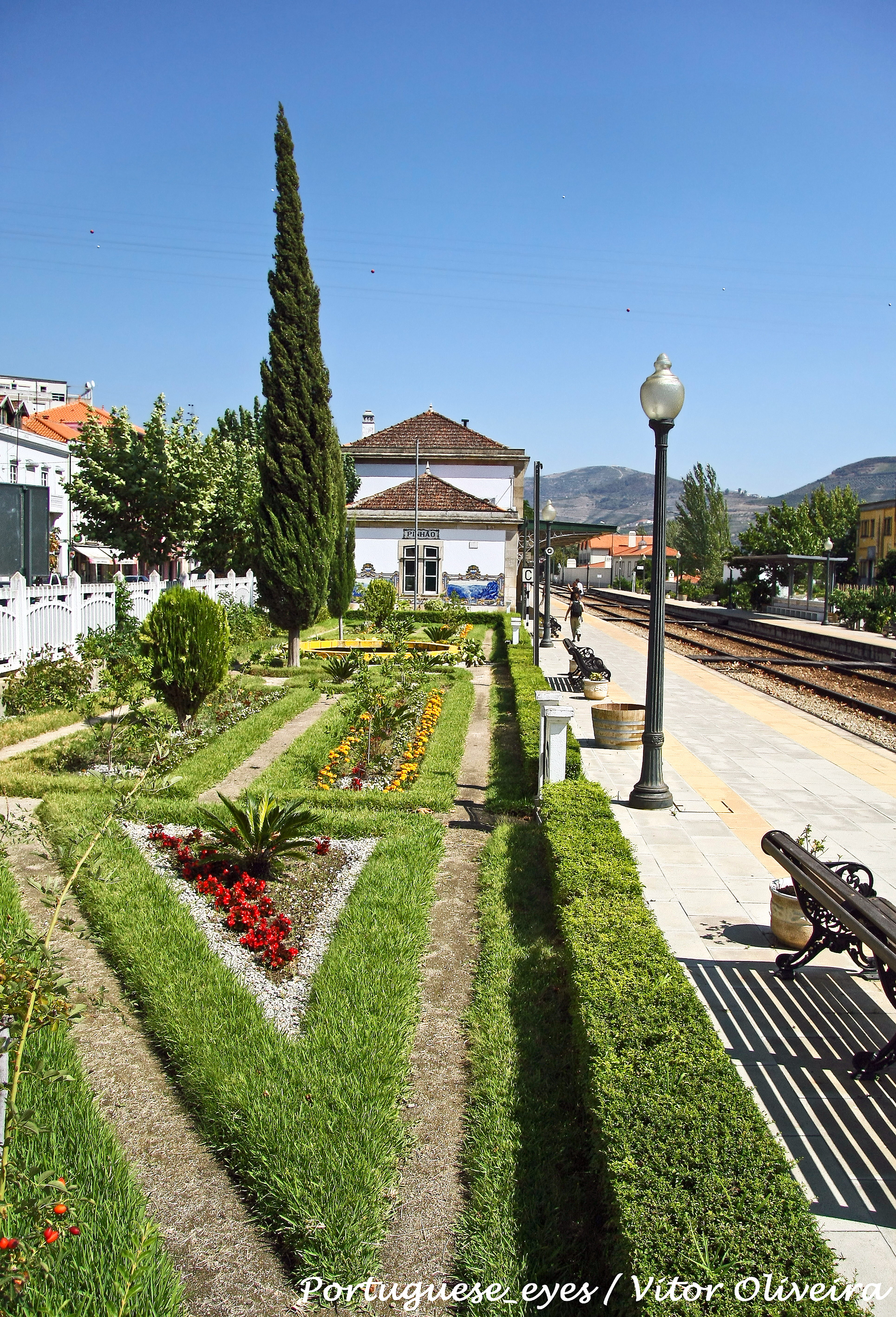
Jardim da estação, em 2013.

## Descrição

### Localização e acessos
Esta interface situa-se na localidade de Pinhão, tendo acesso pelo Largo da Estação.

### Infraestrutura

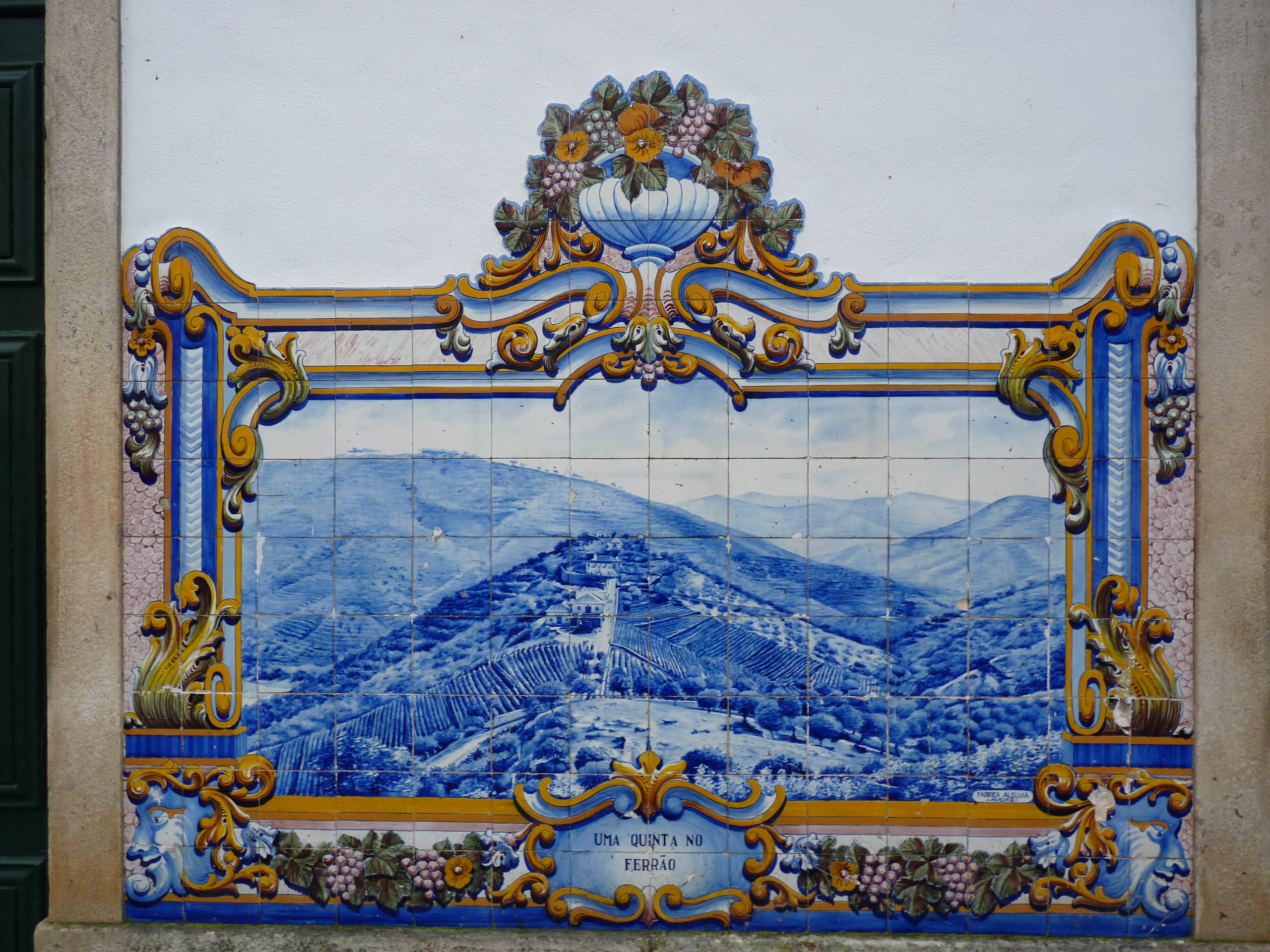
Painel de azulejo na estação do Pinhão.

Em Janeiro de 2011, possuía duas vias de circulação, ambas com 284 m de comprimento, e duas plataformas, com 145 e 198 m de comprimento, e 45 cm de altura; existia igualmente um sistema de informação ao público, prestado pela Rede Ferroviária Nacional. Em Outubro de 2004, podiam-se efectuar aqui manobras. Nesta data a estação era classificada como de tipologia D, entretanto promovida a C. O edifício de passageiros situa-se do lado norte da via (lado esquerdo do sentido ascendente, a Barca d’Alva).

#### Azulejos
A estação encontra-se totalmente decorada com azulejos, que retratam paisagens e actividades tradicionais da região, especialmente o cultivo das vinhas. Este tema relacionava-se directamente com a estação, que se afirmou como um dos principais entrepostos para o transporte do vinho. Os azulejos foram produzidos pela Fábrica Aleluia de Aveiro.

### Serviços
Esta estação é servida por comboios Regionais e InterRegionais da operadora Comboios de Portugal.

## História

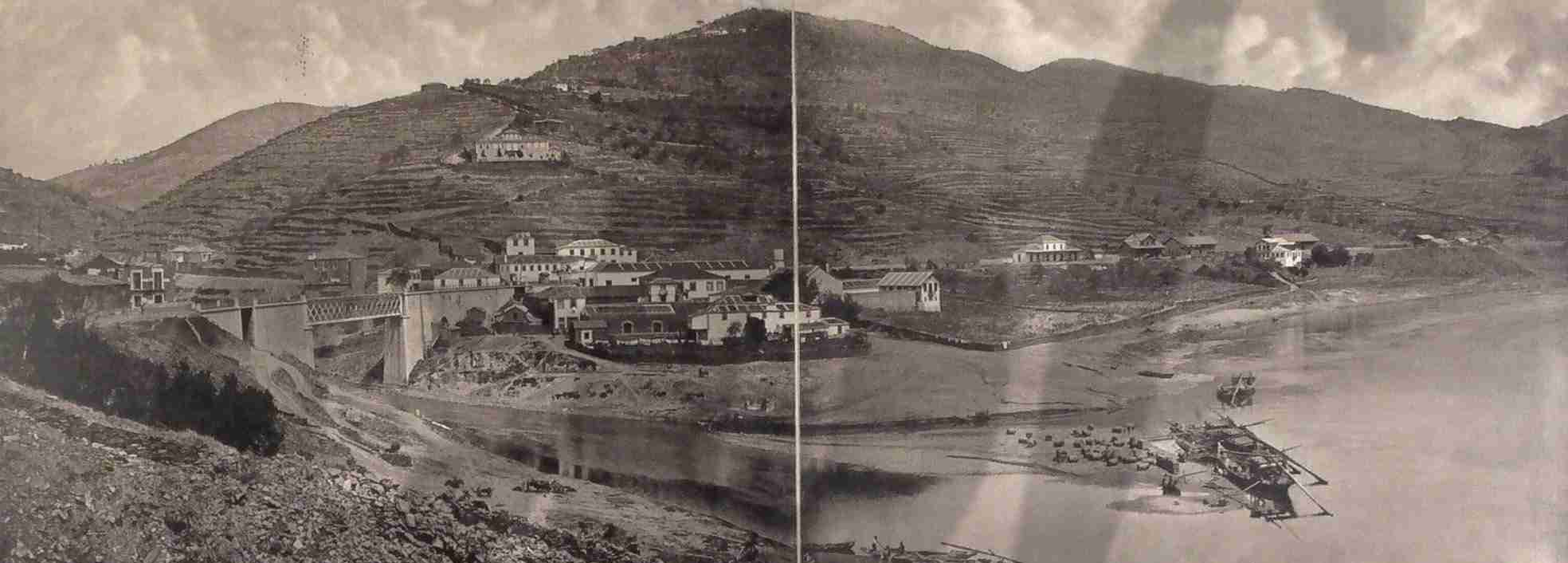
Vista do Pinhão na década de 1880, vendo-se à esquerda a ponte ferroviária e à direita a estação.

### Século XIX
Uma lei de 2 de Julho de 1867 autorizou o governo a construir e explorar uma via férrea entre o Pinhão e a cidade do Porto, e um decreto de 14 de Junho de 1872 ordenou a realização de estudos para o traçado da Linha do Douro até ao Pinhão, que devia acompanhar parcialmente o percurso do Rio Sousa, passando por Penafiel. A via férrea chegou ao Pinhão em 1879, mas o troço entre Ferrão e o Pinhão só entrou ao serviço em 1 de Junho de 1880. Em 1881, iniciou-se a construção do troço seguinte, até Tua, que entrou ao serviço em 1 de Setembro de 1883.

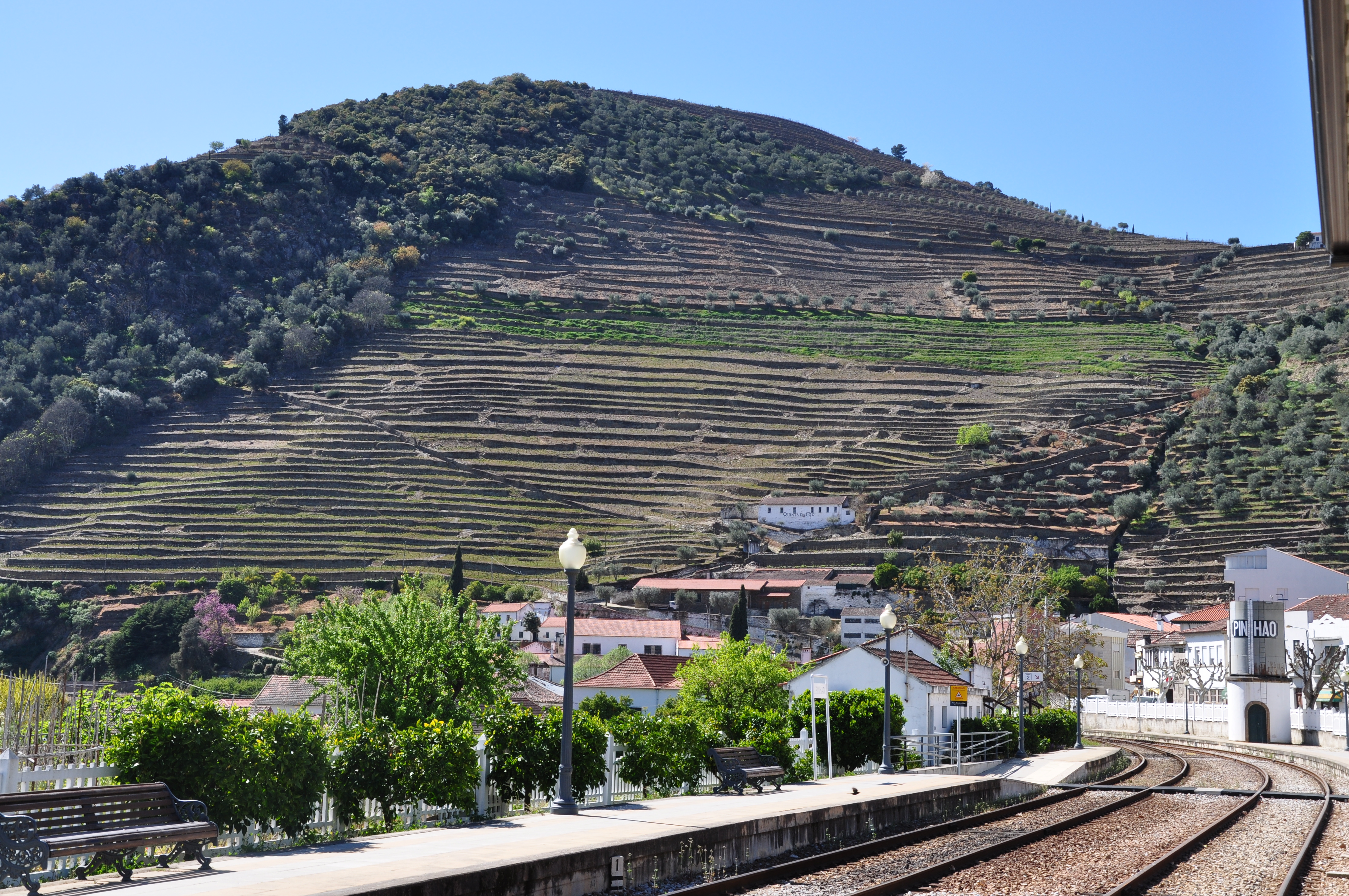
Panorâmica da estação, em 2015.

### Século XX
Em 1901, o conselho de administração dos Caminhos de Ferro do Estado ordenou a realização de um estudo sobre as ligações rodoviárias às suas estações e apeadeiros, onde se apontou que ainda faltavam concluir vários lanços de estrada até à gare ferroviária do Pinhão: na margem direita, a Distrital n.º 51, que vinha de Sabrosa, e a Distrital n.º 52, que se cruzava com a anterior em Provesende, enquanto que na margem esquerda estava por concluir um ramal da Estrada Real n.º 14, que passava por Tabuaço, Sendim e Moimenta da Beira, e cruzava com a Estrada Real n.º 34 perto da foz do Rio Távora. Também já tinha sido contratada a construção da ponte rodoviária do Pinhão. Em 28 de Outubro de 1903, o Ministério das Obras Públicas, Comércio e Indústria autorizou a distribuição de vários valores para financiar a construção de estradas de acesso a várias estações, incluindo a conclusão da Estrada Distrital n.º 51.
Em 1913, existia uma carreira de diligências ligando a gare do Pinhão a Alijó, por Favaios.
A Gazeta dos Caminhos de Ferro de 1 de Janeiro de 1935 noticiou que tinham sido submetidas à assinatura ministerial várias portarias sobre obras em caminhos de ferro, incluindo a adjudicação da empreitada de alargamento do pátio, na gare do Pinhão. Igualmente em 1935, o Instituto da Vinho do Porto ofereceu os azulejos para forrar a estação, que foram colocados em 1937. Em 17 de Junho de 1936, o Ministério das Obras Públicas aprovou o auto de recepção definitiva da empreitada de alargamento do pátio exterior, e esse ano também foram feitas grandes obras de reparação na estação.

Em 1992, o mestre Fernando Gonçalves fez vários trabalhos de restauro, no âmbito de grandes obras de reparação na estação.
| - História da Linha do Douro - Comboios de Portugal - Infraestruturas de Portugal - Transporte ferroviário em Portugal - História do transporte ferroviário em Portugal |